# Det onde øye
Det onde øye är en essäsamling från 2001 av den norske författaren Stig Sæterbakken. Essäerna kretsar kring ondska, demonisering, och hur litteraturen är en plats där mänskliga erfarenheter kan avhandlas fullödigt, utan att författaren bakbinds av dualism mellan gott och ont.

## Innehåll
| Edgar Allan Poe och Peter Handke är två av de författare som avhandlas i boken. |  | Edgar Allan Poe och Peter Handke är två av de författare som avhandlas i boken. |
| Edgar Allan Poe och Peter Handke är två av de författare som avhandlas i boken. |  |                                                                                 |

- Det onde øye – om Edgar Allan Poe: "Sladrehjertet"
- Tre forbud – om Henrik Ibsen: Hedda Gabler
- Å være er å ikke være – om August Strindberg: Ensam
- Det er for sent – om William Faulkner: Absalom, Absalom!
- Handke og serberne – og vi
- Hitler, en metafor fra Tyskland
- Litteraturen og det etiske
- Goddag mann, Alter Ego – om Søren Kierkegaard, ved et par av dem
- Fortellingenting – om Emmanuel Boves forfatterskap
- Den rasende Ena – om Vibeke Grønfeldt: Det rigtige
- En prosa kan råtne – om Lars Jakobson: Kanalbyggarnas barn
- Eksorsisten – om Ján Ondruš' forfatterskap
- Er det noen der? – om Samuel Beckett: Hvordan det er
- Hvorfor jeg alltid hører på så trist musikk

## Mottagande
Knut Ameln Hoem skrev för NRK:s Kulturnytt: "Problemet med att leva i berättelsernas värld, som Sæterbakken gör i Det onde øye, är att han lätt blir lite ointresserad av vad som är rätt och fel, sanning och lögn. Sæterbakken är bäst när han på samma sätt som god litteratur, visar hur litteraturen har utrymme för hela människan med all sin ondska och dumhet." I Vinduet beskrev Gabriella Håkansson boken som "ett försök att väva samman etik, estetik och litteratur till en enhetlig poetik". Håkansson menade att Sæterbakkens poetik dels består av "en plädering för ett frihetligt skrivande", dels "går till häftig attack mot vad vi skulle kunna kalla för den medborgerliga litteraturen – den goda litteraturen? – som kan beskrivas som en antydningens konst, den eufemiserande texten, den viskande litteratur som väljer det förtäckta istället för det explicita". Hon jämförde med Georges Batailles utläggningar om det onda i litteraturen, som går ut på att brott mot samhällstabun och lekfull barnslighet kan ge människan njutning och därigenom suveränitet. Detta skiljer sig från Sæterbakkens uppfattning, som är individualistisk snarare än samhällsomstörtande, och landar i att "inte ens de mest radikala andarna alltid lyckas slå sig fria med litteraturen". Håkansson menade också att boken, "med alla sina dyrköpta insikter och djuplodande resonemang", även fungerar som "en välformulerad nyckel till Stig Sæterbakkens egna och säregna författarskap".